# Tervpályázat
A tervpályázat olyan építészeti (vagy városépítészeti) versenyeztetési forma, ahol a beküldött tervjavaslatok alapján választanak győztest. Ideális esetben a tervpályázat célja, hogy egy építészeti feladat legalkalmasabb tervezőjét kiválassza.

## A tervpályázatok fajtái
A tervpályázat jellemzően anonim versenyeztetési forma. Elvétve névaláírásos.
Célját tekintve, megkülönböztetjük 
- az ötletpályázatot
- a nyílt építészeti pályázatot
- a városépítészeti pályázatot, valamint
- a meghívásos pályázatot.

### Ötletpályázat
Az ötletpályázat célja egy meghatározott funkcióra vagy esetleg helyszínre építészeti ötletek beszerzése. Az ötletpályázaton díjazottak szerzői jogát a kiíró "megvásárolja". A díjazott ötletek szabadon felhasználhatók.

### Meghívásos pályázat
A meghívásos pályázatokra konkrét tervezőket hívnak meg. A pályázók, amennyiben teljesítik a kiírásban foglaltakat és beadják a pályázatukat legalább költségtérítésben részesülnek.

## Pályázati kiírás
A pályázati kiírás tartalmazza a kiíró céljait, a tervezési programot. Egy jól összeállított kiírásban sokrétű háttérinformációk is vannak. A kiírás mellékletei a tervezési helyszín alaptérképei, fotói.